# 星際大戰外傳：韓索羅
《星際大戰外傳：韓索羅》（或簡稱）是2018年上映的一部美國史詩太空歌劇電影，由菲爾·洛德、克里斯多福·米勒和朗·霍華執導，勞倫斯·卡斯丹和強·卡斯丹擔任編劇，由盧卡斯影業及華特迪士尼工作室電影發行。它是《星際大戰》系列的第十部電影，也是外傳系列中的第二部電影。故事为《星際大戰》角色韓·索羅年轻时的冒险经历。
電影的主演包括艾登·艾倫瑞克、伍迪·哈里森、艾蜜莉·克拉克、唐納·葛洛佛、譚蒂·紐頓、菲比·沃勒-布里奇、喬納斯·蘇歐塔摩和保羅·巴特尼。主要拍攝於2017年1月在菲爾·洛德和克里斯多福·米勒的指導下於松木製片廠進行，隨着他們在2017年6月因「創作分歧」退出該片後，朗·霍華接任導演職務。電影於2018年5月25日在美國上映（含IMAX和3D版）。

## 劇情
銀河系中以造船聞名的科雷利亞星，生活著一群被迫偷竊來生計的孤兒，當中一對年輕情侶韓和綺拉，竊取到一顆極為有價值的光速驅動燃料「科亞烯」（Coaxium）。他們僥倖逃脫本地奴隸頭子的魔掌，跑到帝國海關拿科亞烯賄賂一名官員藉以遠走高飛，然而當韓前腳剛過閘口，綺拉卻不幸被奴隸販子抓回去。無能為力的韓發誓他總有一天會回來救她，而身無分文之下只好報名加入帝國海軍學院，打算受訓成為頂尖飛行員。而韓因為從小沒有家人而無姓氏，招募員便將他的姓氏命名為「索羅」（英語意為“單人”）。
三年後，韓因為多次抗命而被逐出學院，變成帝國步兵到明坂星戰區作戰時，巧遇三位假扮帝國軍官的罪犯團，於是拜託其領袖托拜斯·貝克特讓他加入團隊，不然會揭發他們的身份。但貝克特搶先以假軍官身份命令韓丟進地下籠子裡作為“野獸”的食物，一隻名叫丘巴卡的伍基族人。韓因能聽懂並說一些伍基語，說服丘巴卡和他聯合逃生並追上貝克特，而缺人手的貝克特賞識他的決心才讓他們登船離開星球。團隊抵達凡道一號星準備截下並搶走帝國運輸列車的一車廂科亞烯，原本進行地一切順利，但一群星際海盜「雲騎士團」在恩菲斯·內斯特率領之下企圖搶奪車廂。兩方在互不謙讓的鬥爭下，貝克特的隊友里歐·杜蘭和妻子瓦爾犧牲，整輛列車最後掉下山谷炸毀。埋葬隊友後，貝克特解釋他是受僱於「赤色黎明」高層德瑞登·沃斯去偷科亞烯，韓和丘巴卡決定跟他去跟沃斯協商來還債。
在沃斯的私人艦艇上，韓意外重遇綺拉，其已經加入赤色黎明並成為沃斯的左右手。韓向眾人提出一個危險性極高的計劃：前往採礦星球凱瑟星偷取未精煉的科亞烯。沃斯同意這項計劃，但命令綺拉跟他們一同前去監視。由於未精煉的科亞烯如不盡快處理將會爆炸，綺拉介紹一位號稱銀河系速度最快的走私客藍道·卡利森，其擁有速度最快的宇宙飛船。韓跟藍道在一盤賽巴卡牌賭局上互相競爭到最後一輪，賭注升為兩方自己的宇宙船，最終藍道靠隱藏的牌出老千而賭贏，但因先前欠下貝克特人情債而同意出任務。眾人搭乘藍道的千年鷹號穿過星團抵達凱瑟星，眾人混進去以後，藍道身邊的機器人L3-37釋放奴隸掀起起義製造混亂，而丘巴卡途中協助一些被奴役的族人逃跑後重新趕上韓，而韓等人偷到指定數量的科亞烯立刻離開星球，但L3卻因中槍受損嚴重而停機。
撤離途中，眾人不巧碰上一艘帝國滅星者，遭到幾艘鈦戰機追捕，藍道將L3的主機核心輸入千年鷹號的導航系統而得到最全面的星際圖，韓駛入星團裡經過黑洞、花費12秒差距就飛完凱瑟通道。眾人在科亞烯爆炸之前抵達薩弗林星重新將其穩定，精煉完後突然遇見雲騎士團。藍道獨自開千年鷹號溜之大吉，恩菲斯摘下面罩揭示她的隊伍其實是軍，所做的一切是為了防止帝國或赤色黎明征服銀河系。韓因為對她們產生同情而準備向趕來的沃斯騙走賞金，但貝克特搶先背叛他而為沃斯上報。沃斯剛派傭兵去殺恩菲斯時卻中計，所有派去的衛兵全被伏擊反殺。
貝克特當機立斷奪下場面，劫持丘巴卡為他搬走所有科亞烯。綺拉背叛並殺害沃斯，讓韓離開去救丘巴卡，她隨後親自跟赤色黎明最高領袖達斯·魔爾聯絡，謊稱貝克特殺害沃斯後接替沃斯的位置；但她最終沒有向魔爾供出韓的參與。另一邊，韓追上貝克特後搶先拔槍射中他，而貝克特臨死前向韓表示他這次“做出明智之選”。綺拉在高處最後望一眼昔日情人韓後離開星球去跟魔爾會合，韓和丘巴卡將所有科亞烯交給恩菲斯，她也將其作為組建反抗軍同盟的強心針。當韓拒絕加入她們後，恩菲斯將其中一顆科亞烯送給他們作為感謝。隨後，韓和丘巴卡找到藍道並重新賭一輪，再次用千年鷹號做賭注。當藍道準備故伎重演時，韓搶先偷走他的決勝牌而一雪前恥，贏得賭局後陪丘巴卡駕駛千年鷹號前往塔圖因星，前往加入貝克特所提到的「黑道大佬正在組織的計劃」。

## 演員
- 艾登·艾倫瑞克 飾 韓·索羅（Han Solo）[12][13]：一個桀驁不馴的飛行員、走私客，為了回去家鄉拯救分離的戀人，不惜血本想成為頂尖飛行員。
- 伍迪·哈里森 飾 托拜斯·貝克特（Tobias Beckett）[14][15]：走私客、星際傭兵，因緣際會下成為韓踏進這一行的引路人。
- 艾蜜莉·克拉克 飾 綺拉（Qi'ra）[16][17]：韓的情人，兩人在意外之下被迫分離，再相見時綺拉已經加入「赤色黎明」。
- 唐納·葛洛佛 飾 藍道·卡利森（Lando Calrissian）[18]：走私客、賭徒，號稱是銀河系速度最快的走私客，千年鷹號的原主人。
- 譚蒂·紐頓 飾 瓦爾（Val）[6]：走私客，貝克特的夥伴，也是伴侶。
- 菲比·沃勒-布里奇 飾 L3-37[19][20] ：藍道的機器人夥伴，擁有銀河系最齊全的星際圖，自認藍道鍾情於她。
- 喬納斯·蘇歐塔摩（英语：Joonas Suotamo） 飾 丘巴卡（Chewbacca）[6]：韓的武技族（英语：Wookiee）搭檔和大副。
- 保羅·貝特尼 飾 揣登·沃斯（Dryden Vos）：「赤色黎明」（Crimson Dawn）高層，貝克特的雇用者，綺拉的上司。[註 3]
- 強·法夫洛 聲演 里歐·杜蘭（Rio Durant）[6]：貝克特的夥伴，飛行船駕駛。
- 艾琳·凱莉曼 飾 恩菲斯·內斯特（Enfys Nest）：星際海盜「雲騎士團」（Cloud Riders）的女首領，專門搶奪帝國或「赤色黎明」的貨物，起初讓人誤以為是男性。
- 哈利·杜斯特 飾 摩洛克（Moloch）：韓與綺拉故鄉科雷利亞星上的奴隸頭子，因為種族特徵無法接觸陽光，總是穿著覆蓋全身的裝甲。
- 雷·帕克 飾 達斯·魔爾（Darth Maul）：前西斯武士，曾是达斯西迪厄斯的徒弟，黑暗面原力使用者，「赤色黎明」的首領。

此外，編劇強·卡斯丹和副導演托比·赫弗曼飾演泰克和賓克，最早出現在黑馬漫畫出版的《星際大戰》漫畫的兩個角色。伊恩·肯尼、瓦威克・戴維斯和克林特·霍華皆以未知的角色出演電影。

## 製作

### 拍攝
主體拍攝於2017年1月30日在松木製片廠進行，暫定名稱為「星際大戰：紅杯」（Star Wars: Red Cup）。2017年10月17日完成拍攝，導演朗·霍華宣布電影命名為《星際大戰外傳：韓·索羅》（Solo: A Star Wars Story）。

## 音樂
2017年7月宣布，約翰·包威爾被選為為電影製作配樂。長期為《星際大戰》作曲的約翰·威廉斯將提供電影主題曲。

## 發行
電影定於2018年5月25日上映，哈里遜·福特自《星際大戰四部曲：曙光乍現》首次演出韓·索羅後的四十一周年纪念。儘管菲爾·洛德和克里斯多福·米勒被解僱，盧卡斯影業認為該電影按原定計畫上映。

### 評價
《星際大戰外傳：韓索羅》評價多為正面，爛番茄根據487條評論，持有69%的新鮮度，平均得分6.4／10；觀眾投票則給出63%的分數，平均得分為3.4／5。在Metacritic上，電影獲得了62分，代表「普遍好評」。

### 票房
| 上一届： 《死侍2》 | 2018年美國週末票房冠軍 第21-22週 | 下一届： 《瞞天過海：八面玲瓏》 |

### 電視播出
2021年3月5日，日本電視台聯播網（不含大分電視台）於當日21:00（《星期五Road SHOW!》時段）播出《星際大戰外傳：韓索羅》